# Julia Rosnowska
Julia Rosnowska, właściwie Julia Krzemińska (ur. 21 sierpnia 1989 w Warszawie) – polska aktorka.

## Życiorys
Jest córką aktorki Bernadetty Machały-Krzemińskiej i scenarzysty filmowego Stanisława Krzemińskiego. 
W 2013 ukończyła studia na Wydziale Aktorskim Akademii Teatralnej im. Aleksandra Zelwerowicza w Warszawie.
Popularność zyskała dzięki roli w serialu Julia, w którym zagrała tytułową bohaterkę. Wystąpiła również w produkcjach: Czas honoru, Misja Afganistan, Bez tajemnic oraz w Teatrze Telewizji, w spektaklu Next-ex w reżyserii Juliusza Machulskiego. Zagrała też kilka ról w brytyjskich produkcjach telewizyjnych - Ripper Street: Tajemnica Kuby Rozpruwacza, Świeża krew i Brotherhood. 
W 2012 podczas Krajowego Festiwal Teatru Polskiego Radia i Teatru Telewizji Polskiej „Dwa Teatry” w Sopocie otrzymała wyróżnienie aktorskie za rolę Marysi w Next-ex.

## Filmografia

### Filmy
- 2011: W imieniu diabła

### Seriale
- 2001; 2004–2005: Plebania jako córka Tośków (odc. 67); jako Sylwia Jędrzejewicz, wnuczka Niny (odc. 449, 484, 499)
- 2006–2007: Kopciuszek jako Nika
- 2009: Londyńczycy 2 jako Ola Kubacka (odc. 13, 14, 16)
- 2011: Rodzinka.pl jako Ania Zawadka (odc. 2)
- 2011–2012: Bez tajemnic jako Hania, córka Wolskich (odc. 26, 31, 41–42 seria 1, odc. 8, 20 seria 2)
- 2011–2012: Julia jako Julia Chmielewska
- 2012: Misja Afganistan  jako Karolina, dziewczyna „Iwana” (odc. 1, 6–7, 13)
- 2013: Hotel 52  jako Magda (odc. 80)
- 2013: Julia 2 jako Julia Chmielewska
- 2013–2014: Komisarz Alex  jako Monika, wnuczka Biernackiego (odc. 44, 47–48, 51, 53, 59, 62–63, 65–66)
- 2014: Czas honoru (Powstanie) jako Halszka (odc. 4–12)
- 2015: Ja cię, bracie! (tyt. oryg. Brotherhood) jako Blanka, dziewczyna z polskiego sklepu (odc. 3)
- 2016: Ripper Street: Tajemnica Kuby Rozpruwacza (tyt. oryg. Ripper Street) jako Magdalena Dobrowski, polska szwaczka (odc. 3 seria 4)
- 2016: Świeża krew (tyt. oryg. New Blood) jako Eva
- 2018: Ojciec Mateusz jako Julka (odc. 242)
- 2018: Drogi wolności jako Lala Biernacka
- 2021: Odwilż jako Magda Kosińska
- 2024: Gąska jako Madzia

### Teatr Telewizji
- 2012: Next-ex jako Marysia

### Asystent reżysera
- 2015: Pakt